# Salomea Sujkowska
Salomea Sujkowska (ur. 11 maja 1912 w Grudziądzu, zm. 29 października 1996 tamże) – lekarz, członek AK, działaczka PTK, społeczny opiekun zabytków, założycielka grudziądzkiego Klubu Inteligencji Katolickiej, pierwsza i jak dotąd jedyna kobieta wśród Honorowych Obywateli Grudziądza (tytuł nadany w 1992 roku).

## Życiorys
W rodzinnym Grudziądzu ukończyła szkołę podstawową i gimnazjum humanistyczne. Następnie rozpoczęła studia medyczne w Poznaniu, gdzie w 1937 roku otrzymała dyplom lekarza medycyny.
Do wybuchu II wojny światowej pracowała  w Szpitalu Miejskim w Grudziądzu jako asystentka oddziału wewnętrznego. Niemcy pozbawili ją prawa wykonywania zawodu i zatrudnili jako laborantkę medyczną w laboratorium oraz pracowni rentgenowskiej. Podczas okupacji należała do konspiracyjnej organizacji „Orzeł Biały", a następnie do Armii Krajowej. W czasie oblężenia Grudziądza w 1945 roku, jako jedyny lekarz udzielała pomocy medycznej rannym i chorym w piwnicy szpitalnej, często walczyła też z brakiem jedzenia, lekarstw i wody.
W 1948 roku zdobyła stopień w zakresie radiologii i objęła kierownictwo pracowni rentgenowskiej. Była jedynym specjalistą z tej dziedziny medycyny w całym mieście. W roku 1960 ówczesny dyrektor szpitala zwolnił doktor Sujkowską, zmuszając ją w ten sposób do dojeżdżania do szpitala w Brodnicy i Łasinie.
Doktor Sujkowska cały swój wolny czas poświęcała pracy społecznej. Była działaczką Polskiego Towarzystwa Krajoznawczego od 1927 roku, Społecznym Opiekunem Zabytków, a także członkiem Polskiego Towarzystwa Geograficznego.
W 1968 roku otrzymała odznaczenie papieskie „Pro Ecclesia et Pontifice” nadane przez papieża Pawła VI.
W roku 1981 założyła w Grudziądzu Klub Inteligencji Katolickiej. W 1986 roku była współzałożycielką Koła Miłośników Dziejów Grudziądza.